# Восточнотиморско-российские отношения
Восточнотиморско-российские отношения — двусторонние дипломатические отношения между Восточным Тимором и Россией. Россия была одной из первых стран, которая признала независимость Восточного Тимора и приняла участие почти во всех программах помощи ООН, предоставление продовольствия и персонала по оказанию помощи, в том числе предоставление пилотов гражданской и транспортной авиации.

## Дипломатические отношения
20 мая 2002 года Президент России Владимир Путин подписал указ о признании независимости Восточного Тимора, и поручил МИД РФ установить дипломатические отношения с новым независимым государством. 24 июня 2002 года, Александр Владимирович Яковенко из МИД РФ сообщил, что после переговоров с представителями Восточного Тимора, было подтверждено, что Россия установила дипломатические отношения с Восточным Тимором. Россия представлена в Восточном Тиморе через своё посольство в Джакарте (Индонезия).

## Политические отношения
После попытки покушения на президента Восточного Тимора Жозе Рамуша-Орта 11 февраля 2008 года, МИД РФ выпустил заявление, выразив озабоченность в связи с событиями в Восточном Тиморе и призвал к политической стабильности.

## Гуманитарные связи
В июне 2001 года Российская авиакомпания ЮТэйр выиграла годичный контракт на обслуживание миссии Организации Объединённых Наций по помощи Восточному Тимору (United Nations Mission of Support to East Timor — UNMISET) вертолётами Ми-26, сумма контракта 6,5 млн долларов.